# Looking for Lucky
Looking for Lucky is het vijfde studioalbum van de Amerikaanse rockband Hootie & the Blowfish. Het album bevat de hitsingles "One Love" en "Get Out of My Mind".

## Tracklist
1. "State Your Peace" - 3:37
2. "Hey Sister Pretty" - 3:25
3. "The Killing Stone" - 4:27
4. "Get Out of My Mind" - 2:58
5. "Another Year's Gone By" - 3:44
6. "Can I See You" - 3:38
7. "A Smile" - 3:49
8. "One Love" - 4:06
9. "Leaving" - 2:35
10. "Autumn Jones" - 3:27
11. "Free to Everyone" - 3:23
12. "Waltz into Me" - 3:13

## Hitlijsten en verkoop
| Land                    | Toppositie | Certificatie | Verkoop              |
| ----------------------- | ---------- | ------------ | -------------------- |
| Verenigde Staten (RIAA) | -          | -            | 128.000 (maart 2009) |